# Maike Weber
Maike Lizabet Weber (Maravilha, 18 de dezembro de 1992) é uma futebolista brasileira que atua como goleira. Já foi goleira pela Seleção Brasileira de Futebol Feminino. Atualmente joga pelo Esporte Clube Bahia.

## Carreira
Maike Lizabet Weber nasceu em Maravilha, Santa Catarina, em 18 de dezembro de 1992, e cresceu em Dionísio Cerqueira, cidade do assentamento Conquista na Fronteira, localizado na fronteira entre Brasil e Argentina. O assentamento é "um exemplo de organização para o MST" (Movimento dos Trabalhadores Rurais sem Terra) que existe desde a década de 80 e, em 2017, contava com cerca de 60 famílias. Maike sempre gostou de futebol e tinha como inspiração sua tia, Marlisa Wahlbrink, conhecida como "Maravilha", goleira da seleção brasileira por vários anos que disputou duas vezes os Jogos Olímpicos, ganhando uma medalha de bronze e outra de prata.
Suas primeiras experiências no futebol foram em brincadeiras com seus irmãos, Matheus, Mathias e Marcelo, e a irmã Maiquiele, e também amigos, que viviam em Dionísio Cerqueira. Suas primeiras chuteiras foram um presente dos pais. Algum tempo depois, passou a jogar pelo time de sua comunidade, o Estrela Vermelha. Até então, Maike atuava como atacante. Em 2008, Maike se mudou para São Paulo para atuar pelo Saad Esporte Clube, Lá, foi aconselhada a atuar como goleira por conta de sua estatura e por ser sobrinha de uma goleira de seleção.
De 2008, em diante, além do Saad, Maike chegou a atuar por diversos times.  Em 2014, quando atuava pela Associação Ferroviária de Esportes, foi campeã da Copa do Brasil. Em 2015, teve a conquista dupla de primeiro lugar e melhor atleta dos Jogos Universitários Brasileiros, e, no mesmo ano, foi campeã da Copa do Brasil pela Sociedade Esportiva Kindermann (Santa Catarina). Jogou ainda pelos times Volta Redonda Futebol Clube (Rio de Janeiro) e Associação Portuguesa de Desportos (São Paulo), além dos times de Portugal Paio Pires Futebol Clube, Valadares Gaia Futebol Clube e Sporting Clube de Braga. Em maio de 2016, chegou ao Flamengo/Marinha (RJ), parceria da equipe feminina das Forças Armadas do Brasil com o Clube de Regatas do Flamengo. Por defender um time militar, Weber disputava os Jogos Mundiais Militares, possuía carteira assinada e recebia diversos benefícios, como décimo terceiro e auxílio natalino.
Em janeiro de 2017, foi anunciada pela técnica Emily Lima como a nova goleira da Seleção Brasileira. No mesmo ano, em agosto, participou da Universíada de Verão. Em 23 de dezembro, participou do jogo inaugural do Campo Dr. Sócrates Brasileiro, localizado na Escola Nacional Florestan Fernandes, em Guararema, estado de São Paulo. A goleira defendeu um pênalti de Luiz Inácio Lula da Silva e tomou um gol dele, na sequência.
Em 2018, estava atuando pelo Esporte Clube Iranduba da Amazônia, e ganhou o Campeonato Amazonense daquele ano. Em 2022, voltou a atuar pelo Kindermann, vencendo o Campeonato Catarinense daquele ano. Desde 2023 joga pelo Esporte Clube Bahia.

## Vida pessoal
Sua mãe, Ivone Weber, atuava como goleira nos campeonatos da cidade de Maravilha. Sua irmã mais nova Maiquele Weber também é goleira e já atuou no time feminino da Associação Chapecoense de Futebol. Sua família é luterana; Maike e Maiquele foram batizadas na Igreja Evangélica de Confissão Luterana no Brasil. Em entrevista ao Globo Esporte em 2018, Maike Weber disse que, com a ajuda de bolsas universitárias, já havia cursado alguns semestres de fisioterapia e educação física, mas que aqueles não eram seus cursos favoritos, e naquele momento estava cursando gastronomia. Disse que seus cursos preferidos seriam biologia e veterinária. Ela disse que "é muito bom poder juntar o esporte com a educação".

## Títulos
Ferroviária
- Copa do Brasil: 2014

Iranduba
- Campeonato Amazonense: 2018

Kindermann
- Copa do Brasil: 2015
- Campeonato Catarinense: 2022